# Koji Okamoto
Koji Okamoto (岡本 浩司 Okamoto Kōji?,  nacido el 9 de abril de 1976 en Hyōgo) es un exfutbolista japonés. Jugaba de centrocampista y su último club fue el Vissel Kobe de Japón.

## Trayectoria

### Clubes
| Club        | País  | Año         |
| ----------- | ----- | ----------- |
| Vissel Kobe | Japón | 1995 - 1998 |